# Ритуал Слово масона
Ритуал Слово масона, со слов масонолога Патрика Негрие, был создан в 1637 году, и являлся самым старым из шотландских ритуалов масонства. Сейчас этот ритуал не используется в масонстве.

## Контекст развития
Термин Mason’s Word происходит от французского «Слово масона» (Mot de Maçon), вероятно, по образцу фразы — Слово Бога (God’s word), или «Слово Божие» (Mot de Dieu). Именно через это выражение, кальвинисты Шотландии стали использовать термин Слово масона с отсылкой к Библии и Sola Scriptura Лютера. У кальвинистов, используемое выражение «Слово Божие» означало возвращение к подлинному христианству, прошлой практике Римско-католической церкви, ссылаясь при этом на строительство соборов во Франции и остальной Европы.
Чтобы понять историю «Ритуала Слово масона», сначала необходимо понять контекст, а именно, приход кальвинистского реформатора Джона Нокса (1514—1572), в Шотландию, который привнёс глубокие изменения с точки зрения организации до католических братств. После преобразований, масоны, которые стали пресвитерианцами хотели с помощью реформ вернуть старые правила и практику только чтения обязательств.
Реорганизация обязательств привела к многочисленным изменениям в оперативных ложах, которые стали более открытыми для свободной интерпретации священного писания в соответствии с принципом свободного суда над реформаторами.
Кроме того, отмена поклонения святым, отказ от католической эстетики и споры того времени об искусстве памяти принесли в масонские ложи пресвитерианский метод разработки символов, основывающийся больше на диалогах и литературных метафорах, а не на графических символах Древних обязательств.